# Meister der Lorcher Kreuztragung
Als Meister der Lorcher Kreuztragung wird ein mittelalterlicher Künstler bezeichnet, der am Mittelrhein um 1410 eine Terrakottagruppe der Kreuztragung geschaffen hat. Das für eine Pfarrkirche St. Martin in Lorch geschaffene Werk gab diesem Meister seinen Notnamen. Es zählt zu den bedeutendsten spätmittelalterlichen Bildwerken aus Terrakotta nördlich der Alpen, einem in dieser Zeit nicht gewöhnlich zu findenden Werkstoff in dieser Region.

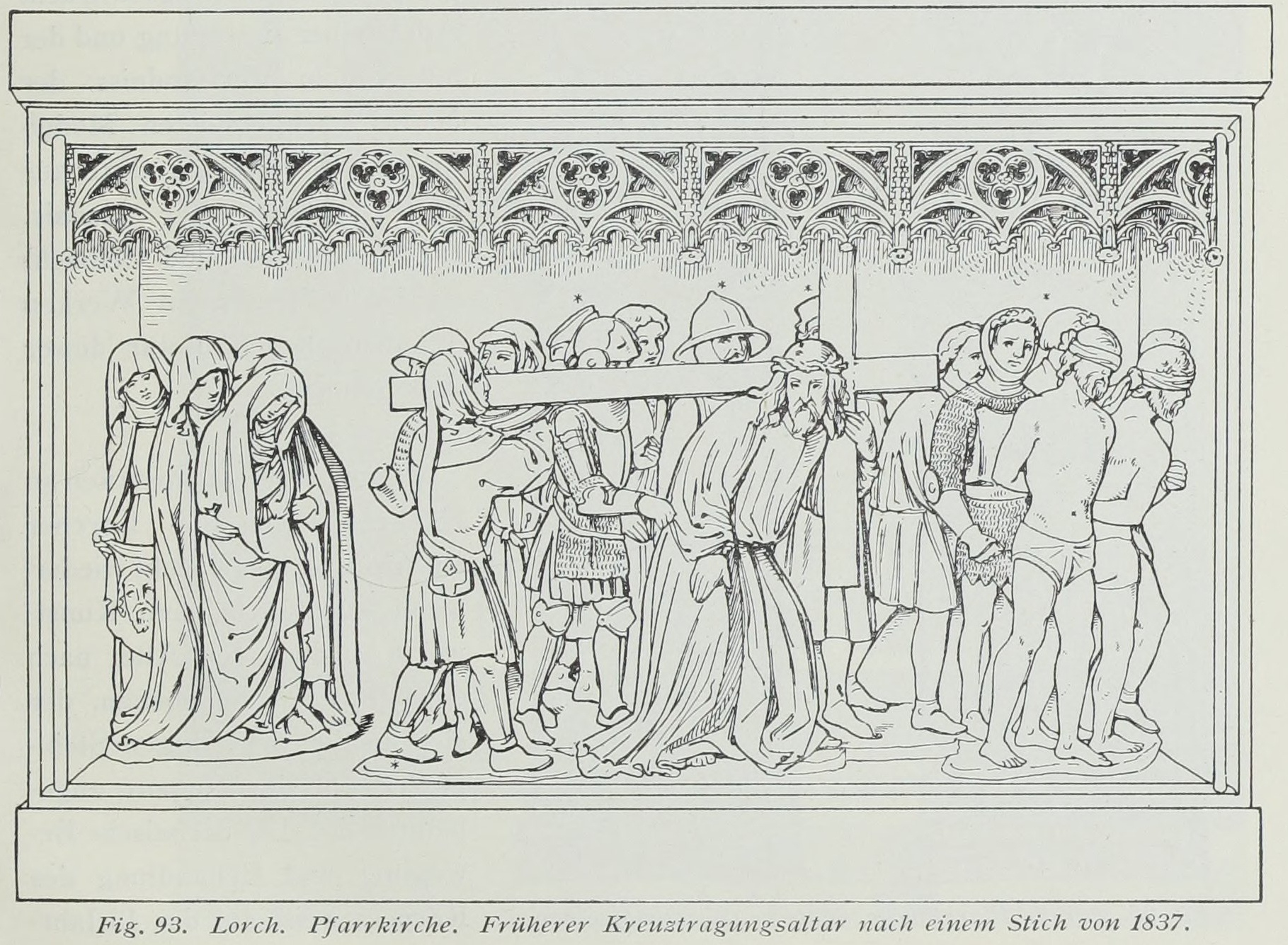
Lorcher Kreuztragung, Zeichnung nach einem Stich von 1837

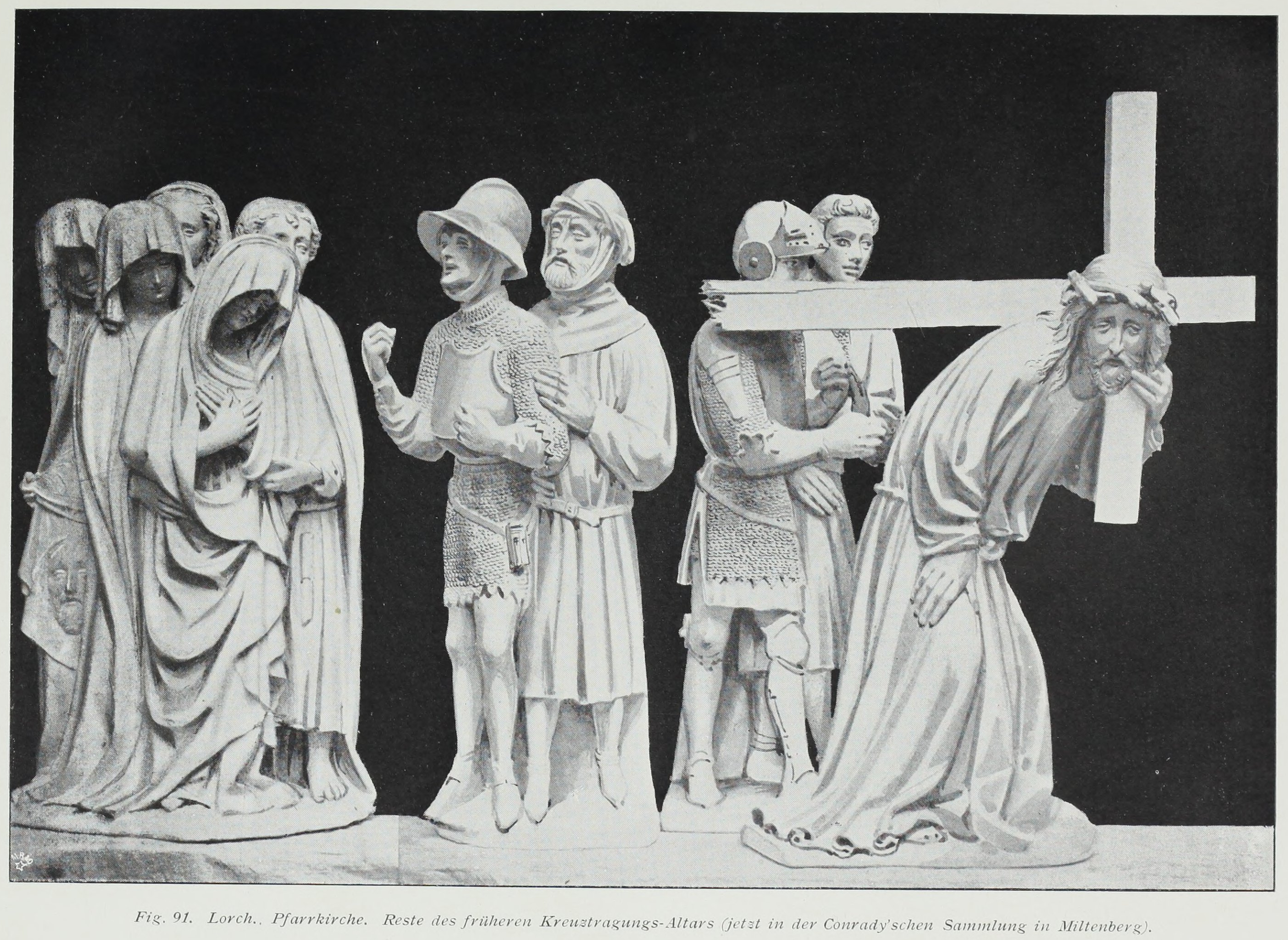
Lorcher Kreuztragung Aufnahme um 1900

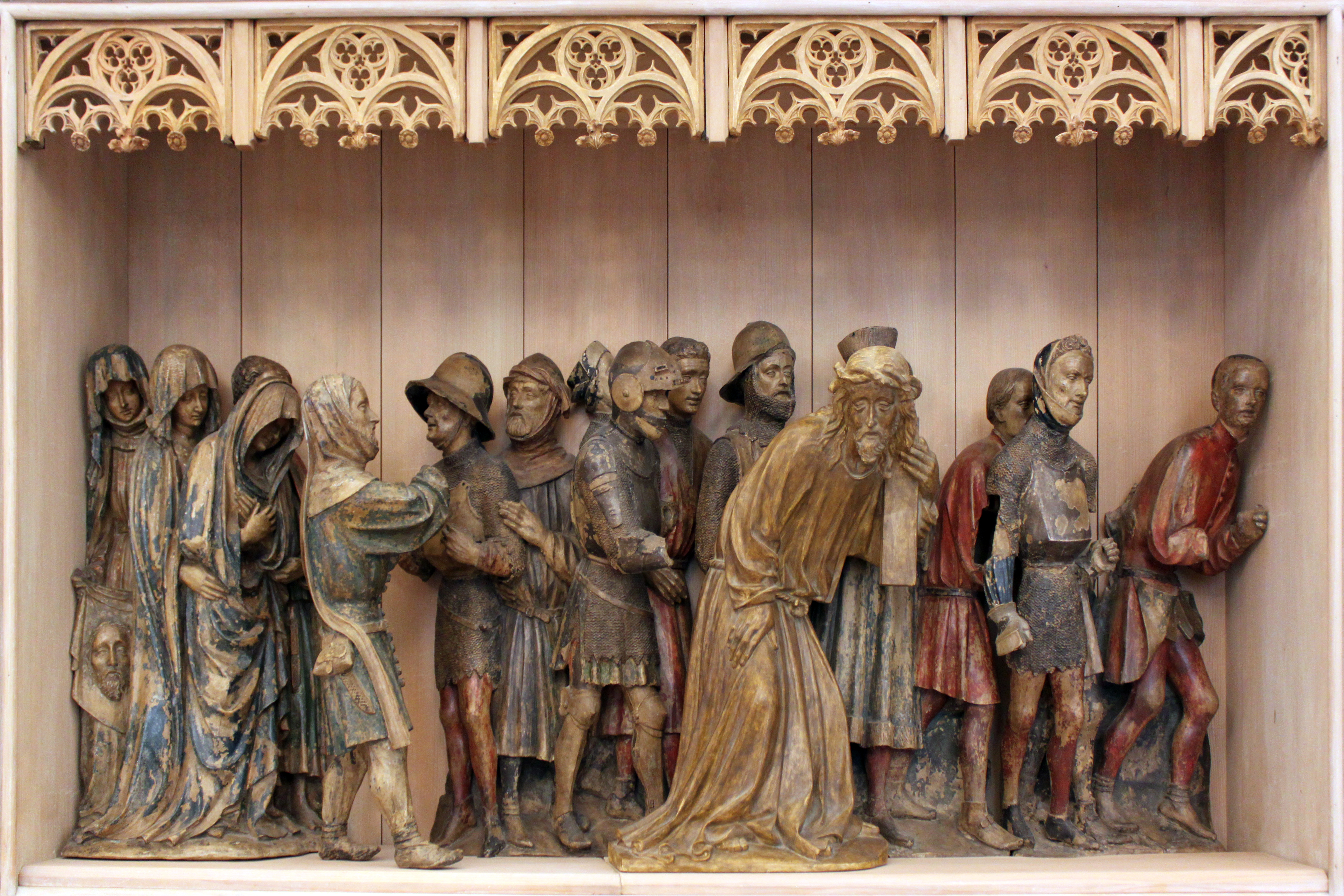
Heutiger Zustand der Lorcher Kreuztragung / Bode-Museum Berlin

Die Lorcher Kreuztragung befindet sich heute im Bode-Museum in Berlin. Die Gruppe besteht aus mehr als einem Dutzend Einzelfiguren. Im 19. Jahrhundert wurde ein Maßwerkschrein als Gehäuse für die gebrannten Tonfiguren rekonstruiert und der Maßwerkfries nach originalem Vorbild ergänzt.

## Stil und Bedeutung
Der Meister der Lorcher Kreuztragung zeigt durch seine lebensnahe Darstellung der Figuren den spätgotischen Realismus, wie er schon zuvor bei niederländischen Gemälden zu finden ist. Sein Werk zeigt die Entwicklung ausgehend von der traditionellen idealisierenden Stilisierung hin zu genauester Naturbeobachtung. Wie auch besonders in der zeitgenössischen Malerei seiner Epoche wird so auch im Bereich der Skulptur im Zentrum Europas erkennbar, dass durch Naturstudien neue Erkenntnis über die Beschaffenheit der Umwelt gesucht wird, auch wenn die Werke weiter in den überlieferten Religionsvorstellungen verwurzelt bleiben. Die Beobachtungsgabe des Meisters der Lorcher Kreuztragung zeigt sich z. B. in den genauen Proportionen seiner Figuren und seiner naturnahen Wiedergabe des menschlichen Körpers allgemein. Seine Arbeiten gelten als überragende Werke der mittelrheinischen Tonplastik. Auch ist es Anlass zur kunsthistorischen Diskussion, inwieweit die am Mittelrhein entstehende Kunstlandschaft einen eigenständigen Stil entwickelt und inwieweit Anregungen aus Skulptur und Malerei anderer Kunstzentren von Köln bis hin zu den Niederlanden oder Frankreich übernommen werden.

## Werke (Auswahl)
- Die Lorcher Kreuztragung Christi – Kreuzigungsgruppe aus der Pfarrkirche St. Martin in Lorch am Rhein, Staatliche Museen Berlin (Bode-Museum)
- Kopf eines Joseph von Arimathia, Hessisches Landesmuseum Darmstadt